# Cedros (Francisco Morazán)
Cedro é uma cidade hondurenha do departamento de Francisco Morazán.